# Orejana
Orejana er en kommune i det centrale Spanien i provinsen Segovia. Den har et indbyggertal på 62 (2024) indbyggere.